# Liste der Kulturdenkmale in Saalhausen (Freital)
Die Liste der Kulturdenkmale in Saalhausen enthält alle Kulturdenkmale des Freitaler Stadtteils Saalhausen. 
Die Anmerkungen sind zu beachten.
Diese Liste ist eine Teilliste der Liste der Kulturdenkmale in Freital.

## Legende
- Bild: Bild des Kulturdenkmals, ggf. zusätzlich mit einem Link zu weiteren Fotos des Kulturdenkmals im Medienarchiv Wikimedia Commons. Wenn man auf das Kamerasymbol klickt, können Fotos zu Kulturdenkmalen aus dieser Liste hochgeladen werden:
- Bezeichnung: Denkmalgeschützte Objekte und ggf. Bauwerksname des Kulturdenkmals
- Lage: Straßenname und Hausnummer oder Flurstücknummer des Kulturdenkmals. Die Grundsortierung der Liste erfolgt nach dieser Adresse. Der Link (Karte) führt zu verschiedenen Kartendiensten mit der Position des Kulturdenkmals. Fehlt dieser Link, wurden die Koordinaten noch nicht eingetragen. Sind diese bekannt, können sie über ein Tool mit einer Kartenansicht einfach nachgetragen werden. In dieser Kartenansicht sind Kulturdenkmale ohne Koordinaten mit einem roten bzw. orangen Marker dargestellt und können durch Verschieben auf die richtige Position in der Karte mit Koordinaten versehen werden. Kulturdenkmale ohne Bild sind an einem blauen bzw. roten Marker erkennbar.
- Datierung: Baubeginn, Fertigstellung, Datum der Erstnennung oder grobe zeitliche Einordnung entsprechend des Eintrags in der sächsischen Denkmaldatenbank
- Beschreibung: Kurzcharakteristik des Kulturdenkmals entsprechend des Eintrags in der sächsischen Denkmaldatenbank, ggf. ergänzt durch die dort nur selten veröffentlichten Erfassungstexte oder zusätzliche Informationen
- ID: Vom Landesamt für Denkmalpflege Sachsen vergebene, das Kulturdenkmal eindeutig identifizierende Objekt-Nummer. Der Link führt zum PDF-Denkmaldokument des Landesamtes für Denkmalpflege Sachsen. Bei ehemaligen Kulturdenkmalen können die Objektnummern unbekannt sein und deshalb fehlen bzw. die Links von aus der Datenbank entfernten Objektnummern ins Leere führen. Ein ggf. vorhandenes Icon  führt zu den Angaben des Kulturdenkmals bei Wikidata.

## Liste der Kulturdenkmale
| Bild                                    | Bezeichnung                           | Lage                        | Datierung                                          | Beschreibung | ID       |
| --------------------------------------- | ------------------------------------- | --------------------------- | -------------------------------------------------- | --- | -------- |
|                                         | Bogenbrücke                           | Dorfstraße (Karte)          | 1910er Jahre (Brücke)                              | Bogenbrücke | 08963707 |
| Direkt Bild zu diesem Denkmal hochladen | Sachgesamtheit Bezirksanstalt (ehem.) | Dorfstraße 1a; 1c           | 1905–1909 (Sachgesamtheit); 1907–1908 (Pflegeheim) | Sachgesamtheit: Ehemalige Bezirksanstalt mit Park (Gartendenkmal), den Einzeldenkmalen: Gebäude 1 c in aufwändigem Reformstil, abgewinkelter Grundriss, mit dominantem, dachreiterbekrönten Mittelbau, zahlreiche erhaltene Holzelemente; 1a: ehemaliges Wirtschaftsgebäude oder Verwaltung, etwas einfacheres Gebäude, jedoch ebenfalls im Reformstil, zweigeschossig, Krüppelwalmdach mit Dachreiter, hölzernes Eingangshäuschen, neobarockes Tor, auf der Rückseite hölzerne Wintergärten; architektonische, sozial- und ortsgeschichtliche, sowie landschaftsgestalterische Bedeutung (Einzeldenkmal ID-Nr 08963710). | 09301376 |
|                                         | Gebäude                               | Dorfstraße 1a, 1c (Karte)   | 1907/1908 (Pflegeheim)                             | Einzeldenkmale der Sachgesamtheit Bezirksanstalt (ehem.): Gebäude 1 c in aufwendigem Reformstil, abgewinkelter Grundriss, mit dominantem, dachreiterbekrönten Mittelbau, zahlreiche erhaltene Holzelemente; Gebäude 1a ehemaliges Wirtschaftsgebäude oder Verwaltung, etwas einfacheres Gebäude, jedoch ebenfalls im Reformstil, zweigeschossig, Krüppelwalmdach mit Dachreiter, hölzernes Eingangshäuschen, neobarockes Tor, auf der Rückseite hölzerne Wintergärten; architektonische, sozial- und ortsgeschichtliche, sowie landschaftsgestalterische Bedeutung (Sachgesamtheit ID-Nr. 09301376).                      | 08963710 |
|                                         | Wohnstallhaus                         | Dorfstraße 8, 8a (Karte)    | um 1850 (Wohnstallhaus)                            | Wohnstallhaus, Seitengebäude und Scheune eines Dreiseithofes; letztes Beispiel seiner Art im Ort, u. a. baugeschichtliche Bedeutung | 08963708 |
|                                         | Kriegerdenkmal                        | Dorfstraße 16 (bei) (Karte) | nach 1918 (Kriegerdenkmal)                         | Kriegerdenkmal | 08963709 |

## Ausführliche Denkmaltexte
1. ↑  
Ehem. Bezirksanstalt Saalhausen von 1907/08, exponierte Anlage im Reformstil mit Park, zeitgenössisch fortschrittliche offene Bebauung (von auch sozialgeschichtlicher Relevanz), nur noch zwei Gebäude in schlechtem Zustand erhalten: Gebäude 1 c aufwändig, zweigeschossiger Putzbau mit zusätzlichem Dachgeschoss, abgewinkelter Grundriss, mit dominantem, dachreiter-bekrönten Mittelbau und Eckturm, zahlreiche erhaltene Holzelemente, neobarockes Portal; Gebäude 1a ehemaliges Wirtschaftsgebäude oder Verwaltung, zweigeschossig, Krüppelwalmdach mit Dachreiter, hölzernes Eingangshäuschen, auf der Rückseite hölzerne Wintergärten; Park mit Sandstein-Stützmauer und Tor mit fränkischem Bogen, ansteigendes Gelände, eine auf den Eingang des oberen Gebäudes gerichtete Ost-West-Achse mit zwei Plateauflächen, alter Baumbestand, weite Sichtbeziehungen von und zu den Gebäuden; architektonische, sozialgeschichtliche, ortsgeschichtliche sowie landschaftsgestalterische Bedeutung (LfD/2012).